# Arafurské moře
Arafurské moře je tropické moře nacházející se mezi severní Austrálií, Novou Guinejí a ostrovy Tanimbarskými a Aruskými. Je okrajovým mořem Tichého oceánu, ale kvůli své poloze je též považováno za součást Indického oceánu.[zdroj?]
Jeho rozloha je 1 037 000 km², průměrná hloubka 150 m a největší hloubka 3652 m. Horní vrstvy vody vykazují celoročně vysoké teploty.
Torresovým průlivem je spojeno s Korálovým mořem v Tichém oceánu.
Arafurské moře je bohaté na ryby, čehož využívají všechny země na jeho pobřeží. Loveny jsou hlavně tuňáci, makrely, různé sardinky a garnáty.